# Ciencia ficción en Colombia
La producción de material artístico del género de la ciencia ficción en Colombia se caracteriza por su escasez de autores y obras. Un estudio de las publicaciones entre 1928 y 1996, arroja la existencia de tan solo 17 obras literarias. Durante el siglo XX, se destaca la obra de dos autores: René Rebetez y Antonio Mora Vélez, quienes alcanzaron un limitado reconocimiento nacional e internacional. A comienzos del siglo XXI, la Ciencia ficción colombiana parece asistir a un renacimiento, si se tiene en cuenta el aumento en el número de publicaciones y de escritores jóvenes, además de la participación que existe en la actualidad en los videojuegos y comics ampliando el campo de acción en lo que se puede entender como una nueva ola de la ciencia ficción en la cultura popular colombiana. Para 2025, escritores como Ángel Yosniel (Eduar Yosniel Pájaro), José Félix Fuenmayor, Sliger, Germán Espinoza han tenido participación en la lista de escritores de ciencia ficción en Colombia con obras como "Los cuentos del pájaro", "Una triste aventura de 14 sabios", "Viajes interplanetarios en zeppelines que tendrán lugar el año 2009" y "La noche de trapa".

## Literatura

### Cuento y novela

#### Antecedentes
Los criollos, hijos de españoles nacidos en el Nuevo Reino de Granada, y algunos españoles inmigrantes escribieron libros de diversas materias: desde literatura edificante hasta libros de ciencia, desde oratoria hasta historia y literatura. La mayoría de estos libros se publicaron en diferentes partes de Europa, y unos pocos en Lima y México, ciudades que contaban con imprenta desde el siglo XV, La tradición literaria en Colombia viene desde su fundación en la Nueva Granada y aunque ha tenido altibajos de mayor o menor calidad o producción la literatura colombiana tiene grandes exponentes muy reconocidos fuera de la frontera nacional. Si bien la ciencia ficción no es el género más emblemático o asociado a la imagen de Colombia se podría encontrar en el realismo mágico  una buena dosis de fantasía, y de este, una escuela que termina influyendo en los nuevos escritores de uno de los géneros más fantásticos apenas naciente en este país.

#### Obras aisladas
En la literatura colombiana de los años 1920 y 1930 pueden rastrearse tres obras, ninguna de ellas ampliamente conocida, que abordan temáticas propias de la ciencia ficción. Estas son obras aisladas, de muy poca repercusión en la ciencia ficción y la literatura nacional. De acuerdo con el crítico Campo Burgos, "En su primera etapa desde los años treinta a los cincuenta, las obras de ciencia ficción colombiana poseen un valor arqueológico más que literario, y cuando menos —dado que se salen de los cauces estéticos de la época— contribuyen a modernizar nuestras letras". Sus escritores tienen en común el haber vivido fuera del país, especialmente en los Estados Unidos, en una época donde la ciencia ficción escrita no había llegado a Colombia.

#### José Félix Fuenmayor
Nace en Barranquilla en el año 1885 y muere en esta misma ciudad en 1968. Periodista y político, desempeñó cargos públicos como el de contralor departamental. Según el escritor Ramón Illán Bacca:

Viajó por los Estados Unidos, donde residió algún tiempo. Director del diario El Liberal; fundador y director de las revistas Mundial y Semana Ilustrada. En el decenio de 1950, se formó en torno suyo y de Ramón Vinyes el que se llamó "grupo de Barranquilla", del cual formaron parte Gabriel García Márquez, Álvaro Cepeda Samudio, Germán Vargas y Alfonso Fuenmayor. Publicó los libros Musas del Trópico (poesía, 1910), Cosme (novela, 1927), Una triste aventura de catorce sabios (cuento fantástico, 1928) y La muerte en la calle (cuentos, 1967)
 Illán Bacca

Se dice que Cepeda Samudio afirmaba: "Todos provenimos del viejo Fuenmayor". García Márquez reconocía igualmente su importancia. Según el escritor Dixon Moya:

José Félix Fuenmayor... fue promotor intelectual, cuando ya pasaba los sesenta años, del llamado Grupo de Barranquilla o de la Cueva, famoso sitio de tertulia literaria y artística en donde se dieron cita intelectuales de la costa Caribe colombiana, entre ellos obviamente García Márquez. En varios estudios, se cita la influencia de la narrativa de Fuenmayor en las primeras novelas del premio Nobel.
Dixon Moya

En 1928, Fuenmayor escribe Una triste aventura de catorce sabios, novela que ha sido considerada la primera obra de ciencia ficción en el país y que es "una sátira en la línea de 'Los Viajes de Gulliver', de Swift, o 'Micromegas', de Voltaire, que pretende ser una burla del fetichismo científico".

#### José Antonio Osorio Lizarazo
José Antonio Osorio Lizarazo nació en Bogotá en 1900 y murió en esta misma ciudad en el año 1964. En cuanto a su obra literaria en general, se ha dicho que "El gran contenido social de sus escritos, en los que a la vez que narraba lo que veía, incluía distintas tesis sociales a manera de preguntas y respuestas a la realidad, hace de su obra un conjunto desigual, con tintes didácticos marcadamente moralizantes... En general, Osorio Lizarazo noveló... de manera naturalista, la ciudad, su vida y sus actores más representativos: los suburbios, caracterizados por barrios bajos, cafetines de mala muerte y rincones de cantina impregnados de violencia, degradación humana y miseria". En El día del odio (1952) relató los sucesos del 9 de abril de 1948 (asesinato del líder político Jorge Eliécer Gaitán).
Su contribución a la historia de la ciencia ficción se da en 1932, cuando escribe la novela Barranquilla 2132:
Con el argumento de un barranquillero que se duerme en el siglo XX y despierta en el siglo XXII, Osorio Lizarazo establece un estado de pérdidas y ganancias de la modernidad y una crítica del iluminismo.

#### M.F. Sliger
M.F. Sliger es el menos conocido de todos los pioneros de la ciencia ficción, y, aunque algunos críticos consideran su obra como "una de las peores obras —si no la peor— de la ciencia ficción colombiana", no deja de ser un personaje fascinante. La mejor fuente de información que se tiene sobre su vida es la entrevista realizada por Antonio Mora Vélez a Luis Martelo Sliger, sobrino del mismo, en el año 1984. Nos dice Martelo que el nombre de M.F. Sliger era Manuel Francisco Sliger Vergara, nacido en Montería en la última década del siglo pasado, hijo de Luis Cornell Sliger (irlandés de origen alemán, gerente de una casa maderera en esta ciudad), y Librada Vergara, oriunda de Sincelejo.
En 1936 escribe la novela Viajes interplanetarios en zeppelines que tendrán lugar el año 2009, que contiene "la primera ópera espacial colombiana, el primer abordaje empírico del viaje espacial en nuestras letras, el primer texto colombiano donde aparecen algunos BEM (extraterrestre con apariencia de insecto o reptil), y un primero —y solitario— intento de explorar una terminología propia en el género independientemente de la que luego popularizarían las traducciones españolas y argentinas". Sliger, según Martelo:

[...] peleó en la guerra del 14 bajo las banderas del ejército norteamericano. Él fue enviado por su padre a Europa y los Estados Unidos, a la edad de catorce años, para que estudiara. Cuando se produjo el suicidio del señor Cornell, el 20 de mayo de 1922... regresó a Montería y aquí se quedó hasta el año 36, que fue cuando se marchó para Bogotá a publicar el libro. Allá se casó con Fidelia Rodríguez y no tuvo hijos con ella, pero crio a una cuñada que hoy es enfermera en un hospital de New Jersey. Después se mudó a los E.U. y durante algún tiempo me escribió. Por esto supe que fue embajador de ese país en Australia y luego en Canadá. Pero después lo perdí y no supe cuándo ni dónde murió... Era un hombre de una gran cultura. Sabía inglés, francés, alemán, italiano y árabe... salió de Montería por loco. Resulta que sabía de eso que ahora llaman parapsicología y decía que podía curar ciertas enfermedades con la ayuda de la mente...
Martelo

En su artículo,  Mora Vélez da algunos detalles de la acogida que tuvo Viajes interplanetarios... en el año 1936: En la revista Javeriana número 26 de julio de 1936 leí este concepto acerca de la novela: "Las narraciones de Sliger son bastantes inconexas aunque no dejan de despertar interés". El Tiempo del 13 de mayo del mismo año consignó esta opinión: "El señor Sliger es un escritor elevado que no anda por las ramas sino por las nubes". No extrañan apreciaciones como esas, tratándose de CF en una época en la que nuestra patria aún vivía los rigores del atraso tecnológico.

#### Germán Espinosa
Al entrarse la noche, los relámpagos comenzaron a zigzaguear sobre el mar, las gentes devotas se persignaron ante el rebramido bronco del trueno, una ráfaga de agua salada, levantada por el viento, obligó a cerrar las ventanas que daban hacia el occidente, quienes vivían cerca de la playa vieron el negro horizonte desgarrarse en globos de fuego...
Germán Espinosa

Germán Espinosa nace en Cartagena (Colombia) en 1938 y muere en Bogotá (Colombia) en octubre del 2007. Escritor, periodista, catedrático y diplomático. Autor de La Tejedora de Coronas, novela que ha sido considerada la novela colombiana más importante del siglo XX después de Cien años de soledad.
Espinosa es un escritor reconocido desde la publicación en 1970 de su novela Los cortejos del diablo, que recibió elogios del escritor Mario Vargas Llosa y de la crítica internacional. Dicha obra fabula la cacería de brujas desatada por el Inquisidor General Juan de Mañozga en la ciudad de Cartagena de Indias. Su obra cumbre, La tejedora de coronas:
...trata de un recorrido casi centenario, que va del instante en que Cartagena de Indias es sitiada por la flota del rey Luis XIV de Francia en 1697 hasta muy avanzada la segunda mitad del siglo XVIII, durante el cual la protagonista y narradora, una criolla culta y sensual de nombre Genoveva Alcocer, experimenta tanto en América como en Europa el turbión de las ideas iluministas y enciclopedistas que habrían de desembocar en la Revolución francesa y en la Independencia hispanoamericana...
Al tiempo que novelista, Germán Espinosa ha publicado varios libros de ensayos literarios y filosóficos. Sus novelas incluyen: Los cortejos del diablo (1970), El magnicidio (1979), La tejedora de coronas (1982), El signo del pez (1987), Sinfonía desde el Nuevo Mundo (1990), La tragedia de Belinda Elsner (1991), Los ojos del basilisco (1992), La lluvia en el rastrojo (1994), Romanza para murciélagos (1999), La balada del pajarillo (2000), Rubén Darío y la sacerdotisa de Amón (2001), Cuando besan las sombras (2004) y Aitana (2007). Entre sus libros de ensayos: Luis C. López (1989), Guillermo Valencia (1989), La liebre en la luna (1990), La aventura del lenguaje (1992), La elipse de la codorniz (2000), El sueño ético en Atenas y otras prosas (2003), La vida misteriosa de los sueños (2005), y Torquemada, el fraile diabólico (2005).
El acercamiento de Espinosa a la ciencia ficción es anterior a su éxito como novelista y ensayista, y se resume en el libro de cuentos titulado La noche de la Trapa (1964), que recoge relatos cortos, mejor descritos como literatura fantástica que como ciencia ficción propiamente dicha. Por el hecho de resumirse su obra al enunciado libro de cuentos, Espinosa bien merece ubicarse en la categoría previa al nacimiento de la ciencia ficción colombiana, en lugar de ser considerado un escritor de ciencia ficción como tal. Otros autores lo incluyen en la lista de "padres de la ciencia ficción colombiana", por ser contemporáneo a los otros padres de la ciencia ficción y por ser el escritor más importante que se ha acercado al género en Colombia.

### Nacimiento de la ciencia ficción colombiana (Primeros escritores de ciencia ficción reconocidos)
El citado crítico Burgos describe la literatura de Ciencia ficción colombiana desde mediados hasta finales del siglo XX, como "...una disparidad de búsquedas: de la nostalgia idílica al neopositivismo, del esteticismo influido por Borges a la apertura a la "Edad de Oro" norteamericana, del pro-utopismo estalinista a la mímesis del best-seller estadounidense, del folletín a la mística oriental".

#### René Rebetez
"Y eres tu, Imaginación, mujer insectiforme y gigantesca la que emerge del mar y se dirige hacia mí ofreciéndome el apoyo de tus velludos brazos...".
René Rebetez nace en Subachoque (Colombia) en 1933 y muere el 30 de diciembre de 1999 en la Isla de Providencia  (Colombia). Escritor, cineasta y viajero.
Hijo de un relojero suizo y una pintora y maestra de pintura colombiana. Su padre fallece cuando cuenta cuatro años de edad, por lo que madre e hijo se mudan a la ciudad de Bogotá, a casa de su abuelo, el escultor Dionisio Cortez Mesa. En esta ciudad es testigo del Bogotazo y estudia, entre otros, con Camilo Torres Restrepo. A los 16 años, viaja a Suiza, en donde entra en contacto con la familia de su padre, presta el servicio militar, estudia ciencias económicas, y aprovecha para llevar una vida bohemia en la ciudad de París. De vuelta en Colombia, es gerente de las revistas Visión y Semana, donde entra en contacto con varios dirigentes políticos:
"La clase dirigente me decepcionó por completo. Desde entonces -y mucho antes- la corrupción, la mezquindad y la torpeza eran las asesoras del poder. Por otra parte, establecí relación con figuras ilustres, valiosas, gratas a la memoria: Ramiro de la Espriella, Jorge Child, Ómar Rayo, Jorge Gaitán Durán".
Tras haber alcanzado esta posición, Rebetez renuncia a ella. Escribe poemas de corte revolucionario; se hace amigo de los nadaístas; viaja a Cuba, en donde brinda apoyo a la Revolución Cubana al tiempo que entra en contacto con la santería, a la que se refiere como:
"...rastro de lenguajes esenciales que la civilización ha olvidado. La santería es una raíz metida con el corazón del pueblo cubano y los dirigentes, a pesar del revestimiento renovador, tenían una visión estúpida, plana, sin profundidad... El negro, el indígena, el hombre antiguo encarnan conceptos que no coinciden con la mentalidad occidental, pero eso no puede dar pábulo para descartar herencias que pertenecen a la composición natural de nuestras raíces...".
En México, estudia restauración de arte colonial y trabaja en una galería de arte. Con sus conocimientos de arqueología, emprende una búsqueda de tesoros arqueológicos, negocia con traficantes de objetos precolombinos, y, al igual que en Cuba, conoce a fondo el pasado aborigen del país: "Ese México primordial me trastocó los pensamientos y contribuyó al descubrimiento de luces que andaba buscando". En México, lee a Bradbury, Sturgeon, Asimov, Lovecraft, Huxley, Arthur C. Clarke, y comienza a escribir cuentos de ciencia ficción. En 1964, publica su primer libro de cuentos y poemas: Los ojos de la clepsidra. Durante esos años, tiene contactos con Carlos Monsiváis, Arturo Ripstein, Efraín Huertas, Vicente Leñero, Juan José Arreola, Juan Rulfo, José Luis Cuevas, Salvador Elizondo, Jorge Portilla y, principalmente, con Alejandro Jodorowsky, con quien realiza varios proyectos en conjunto. El más destacado de ellos sería la revista Crononauta, la primera publicación latinoamericana dedicada a la ciencia ficción. En 1966, escribe el que puede considerarse el primer ensayo colombiano sobre ciencia ficción, titulado Ciencia ficción: Cuarta dimensión de la literatura. En 1967, publica La nueva prehistoria.
A comienzos de los 70s, trabaja como escritor y productor del nuevo cine mexicano. De su experiencia en el cine dice Moyano: Rebetez se lanza a filmar una película que es documental y argumental al mismo tiempo, en busca de la terra incognita de las iniciaciones mágicas en los ritos de mazatecos... en las ceremonias de vudú entre los haitianos, en los misterios del yagé entre los indígenas del río Pirá-Paraná... y en las proporciones alteradas de los rituales urbanos que habían emergido de modo insólito entre los jóvenes de los años sesenta, al ritmo de ácido lisérgico... El título de la película es La magia y tiene como pretexto fragmentos elegidos del Popol Vuh, el libro sagrado de los mayas.
Hay mucho de mística, esoterismo y pseudociencia en la obra de Rebetez, lo que en su visión relativista son expresiones tan válidas como las de la ciencia moderna. Edita libros tales como su versión del Tarot de Acuario y su versión del I Ching. Estudia a Gurdjieff. Tras un simposio de filosofía budista, permanece en Japón durante un año, tras el cual traduce y prologa el tratado de zen llamado El Libro del Dragón. Recorre los Estados Unidos, donde entra en contacto con derviches iraníes.
En un viaje de regreso a Colombia, hace escala en la Isla de Providencia, donde viviría sus últimos catorce años y donde escribe los libros Ellos le llaman amanecer y otros relatos y Cuentos de amor, terror y otros misterios, junto con obras a Providencia tales como The Last Resort y un libro de la cocina de la isla. A mediados de los 80, viaja a Turquía, donde conoce de cerca al sufismo, lo que lo motiva a escribir su obra mística-pseudocientífica La Odisea de la Luz, donde establece un paralelo entre la filosofía sufista y los avances de la ciencia. Su epitafio reza, mitad en broma y mitad mostrando su visión del cosmos: "Aún hay más".
Por haber escrito la mayor parte de su obra en México, Rebetez ha sido considerado uno de los más importantes autores de ciencia ficción mexicanos: In an article entitled "Breve historia de la Ciencia-Ficción mexicana", Miguel Ángel Fernández points out that the most prolific writers in his country between 1950 and 1983 were Marcela del Río, René Avilés Fabila, René Rebetez, and Alfredo Cardona Peña. Al mismo tiempo, en Colombia es considerado como uno de los padres de la Ciencia ficción colombiana, aunque su obra solo tendría alguna repercusión muchos años después de ser escrita.

#### Antonio Mora Vélez
"Un polizonte automático llegó en ese instante y le exigió con sus botines otros diez de plata para cubrir los gastos de hospitalización. Pero ya estaba ilegalmente muerto...".
Antonio Mora Vélez nace en la ciudad de Barranquilla (Colombia) en 1942, pero desde muy joven se traslada a la ciudad de Montería. Profesor universitario, gestor cultural, periodista de opinión y escritor. Por su labor cultural, el periódico "El Meridiano de Córdoba" lo nombra como uno de los personajes del siglo XX en el departamento de Córdoba. Su vida académica transcurre en la Universidad de Córdoba, donde trabaja como secretario general, docente de filosofía, decano de educación y director del departamento de humanidades, desde 1972 hasta 1993. En 1976, funda la Corporación Universitaria del Caribe en la ciudad de Sincelejo, donde además trabaja como secretario general, director de bienestar universitario y miembro de su junta directiva, entre 1993 y 2007.
Preside la Casa de la Cultura de Córdoba, funda los grupos literarios El Túnel y Arte Sinú, y la revista El Túnel. Es pionero de la radio en el departamento de Córdoba (Colombia) como director artístico de la emisora La Voz de Montería y como cantante. Como periodista, escribe columnas políticas, culturales y filosóficas en los diarios Poder Costeño, El Universal, El Espectador, El Tiempo y El Meridiano, y en diversas revistas electrónicas, desde 1975 hasta la fecha.
Su carrera literaria comienza a mediados del año 1970, cuando gana un parcial del concurso de cuentos del Magazín Dominical de El Espectador, con el cuento de ciencia ficción "Glitza". Tras este éxito, escribe ciencia ficción en serie y todos estos cuentos (La Gota, La Dictadura Hal, Los Otros, El Hijo de las Estrellas, La Conquista de Terón y El Hombre de Lata) son publicados, entre 1970 y 1971, por el mencionado Magazín, en ese entonces uno de los más leídos del país. En el año 1975, funda el grupo El Túnel, que se convertiría en una de las instituciones culturales más importantes de la costa norte durante los años 70s y 80s. Entre 1979 y 1986 publica sus tres libros de cuentos de ciencia ficción (Glitza, El Juicio de los Dioses y Lorna es una Mujer), participa de su primera antología como escritor de ciencia ficción (Cuentos de El Túnel) y de la fundación de la "Unión Nacional de Escritores".
En el año 1995, su nombre aparece en la "Encyclopedia of Science Fiction" de Clute y Nichols. Un año después, publica el primer libro de ensayos de ciencia ficción en Colombia, que titula "Ciencia Ficción: El Humanismo de hoy". A partir de 1999, comienza a escribir poemas de ciencia ficción y publica sus libros Los Caminantes del Cielo, El Fuego de los Dioses y Los Jinetes del Recuerdo. En el año 2008 publica su primera novela de ciencia ficción, titulada Los Nuevos Iniciados.
Uno de los aspectos importantes de Mora Vélez es que es el primer escritor colombiano que se define como escritor de ciencia ficción en el país, que titula sus libros "cuentos de ciencia ficción", que asiste a encuentros de escritores y forma grupos literarios en Colombia, en los cuales explícitamente, y a pesar de la crítica, sostiene su condición de escritor de ciencia ficción. Es el primer escritor que, definiéndose como escritor de ciencia ficción colombiano, establece contactos con sus pares latinoamericanos y estadounidenses, lo que le gana cierto reconocimiento a nivel nacional e internacional. Ésta es una de las razones por la que, a pesar de la obra aislada de Espinosa y de la obra mexico-colombiana de Rebetez, en Colombia se le haya considerado por mucho tiempo como el padre de la Ciencia ficción colombiana, y de que, en el extranjero, aún se le considere el único escritor de ciencia ficción del país. En su análisis de la ciencia ficción continental, dice Gaut vel Hartman:
In Colombia, for example, the work of Antonio Mora Vélez stands out. His collection of stories Glitza (1979), El juicio de los dioses (1982) and Lorna es una mujer (1986) have been sufficient to earn him a reputation, but not enough to stimulate interest in science fiction in his country. There was not then nor is there today any activity aside from isolated events.

### Intermezzo
La obra de los pioneros no es suficiente para generar un movimiento de escritores de ciencia ficción en Colombia. En su lugar, durante los 70s y 80s, se presenta una nueva etapa de obras aisladas:
- Alberto Gaviria Coronado: En 1974, publica Brujos Cósmicos, donde presenta una utopía cósmica-espiritista.
- Jesús Arango Cano: En 1976, publica "Mi gran aventura cósmica", con el argumento de un humano que es raptado por extraterrestres y llevado a conocer su planeta.
- Rubén Ardila: En 1979, publica Walden Tres, una utopía basada en la psicología conductista, aplicada a un país latinoamericano.
- Rafael de J. Henríquez: En 1990, publica Los Dioses descienden al Amanecer, la cual "...es una conjugación de ciencia ficción, esoterismo, novela de espionaje y literatura mítico-folclórica... gira alrededor de la mítica Arca de la Alianza judía, como sucede en la primera película de Indiana Jones".[1]
- Jaime Restrepo Cuartas: En 1995, publica El Cero absoluto, novela que retoma el argumento del hombre que se duerme y despierta en el futuro, en este caso para presenciar un futuro anti-utópico.

### Generación del cambio de siglo
En el año de 1997, el Instituto Distrital de Cultura y Turismo de Bogotá (IDCT) organiza un concurso que titula Primer concurso de cuento de ciencia ficción, en el cual Antonio Mora Vélez y René Rebetez son nombrados jurados junto con el escritor William Ospina. Este concurso estimula la aparición de una nueva generación de jóvenes escritores, la cual identifica sus pioneros, entra en contacto con ellos, participa o genera antologías conjuntas, en ocasiones los exalta y en otras trabaja sobre la demolición de la obra de aquellos.

#### Orlando Mejía Rivera
"En el día de ayer, en extraños hechos fue abaleado y muerto un estudiante (al parecer de filosofía) de la Universidad Nacional, de apellido García, de 20 años de edad, que vestía un buzo negro de cuello de tortuga y un pantalón café oscuro de dril. El sitio del crimen fue en la carrera 7a No 14-51, al frente del edificio donde tiene su oficina el Doctor Jorge Eliécer Gaitán..."
Orlando Mejía Rivera nace en Bogotá en 1961. Profesor e investigador de la Universidad de Caldas. Escritor, médico internista y filósofo, ha publicado libros en todas estas áreas: Antropología de la muerte (1987), Humanismo y Antihumanismo (1991), Ética y Sida (1995), Poesía y conocimiento (1997), La Casa Rosada (1997), La muerte y sus símbolos (1999), De la prehistoria a la medicina egipcia (1999), De clones, ciborgs y sirenas (2000), Pensamientos de guerra (2000), Heinz Goll: Das vagabundieren des Kunstlers (2001), La generación mutante: nuevos narradores colombianos (2002), Los descubrimientos serendípicos (2004), Extraños escenarios de la noche (2005), y El Asunto García y otros cuentos (2006).
Mejía cuenta con premios científicos y literarios, a saber: Ganador del Premio Nacional de Cultura en la modalidad de novela del Ministerio de Cultura (1998), con Pensamientos de Guerra. Ganador del Premio Nacional de ensayo literario Ciudad de Bogotá (1999), con De clones, ciborgs y sirenas. Ganador del Premio de la Cámara colombiana del libro en la categoría “Mejor libro técnico y científico” (1999), con el libro De la prehistoria a la medicina egipcia. Mención en el Premio Nacional de Medicina de la Academia Nacional de Medicina- Concurso Rhone-polec en 1995, por su libro Ética y Sida. El cuento de ciencia ficción El Asunto García ocupó el tercer lugar del Primer concurso colombiano de Ciencia Ficción (1997) y fue incluido en la antología "Contemporáneos del porvenir" (2000) editada por René Rebetez. Además, fue traducido al alemán y publicado en Und Träúmten Von Leben. Erzählungen aus Kolumbien. Peter Schultze-Kraft (Hrsg). Zurich, Edition 8 Reihe Durían.
Sin que el dominio de la ciencia sea prerrequisito para escribir ciencia ficción, es cuando menos interesante que en la nueva generación existan escritores con formación científica.

#### Campo Ricardo Burgos
Campo Ricardo Burgos López, psicólogo y máster en literatura. Ganador del Premio Nacional de Poesía de Colcultura con la obra Libro que contiene tres miradas (1993). Ha figurado en varias antologías de la poesía colombiana y ha publicado la novela José Antonio Ramírez y un zapato (2003)que -según Orlando Mejía Rivera- es una obra que puede clasificarse como "ciencia ficción del espacio interior" en la línea de lo escrito por J.G. Ballard. Burgos ha sido antologado en las cuatro antologías de cambio de siglo: Cuentos de Ciencia Ficción (1998), Contemporáneos del Porvenir (2000), Lo mejor de la CF colombiana (2005) y Antología del Cuento Fantástico Colombiano (2007), siendo antologista de esta última. Su ensayo La narrativa de ciencia ficción en Colombia publicado en Literatura y Cultura - Narrativa colombiana del siglo XX (2000) fue el primer estudio sistemático del género de la ciencia ficción en Colombia. También es autor de Pintarle bigote a La Mona Lisa: Las ucronías (2009), un estudio sobre el género fantástico de las historias alternativas o ucronías.
En el 2010 ha ganado una mención en el Premio UPC de Novela Corta de Ciencia Ficción auspiciado por la Universidad Politécnica de Cataluña (Barcelona, España) con la obra El clon de Borges, que un crítico como Mejía Rivera en su libro Cronistas del futuro. Ensayos sobre escritores de ciencia ficción, considera "la mejor obra colombiana de CF que se ha publicado hasta el momento" (2012, p. 110).En el 2012, Burgos ha publicado una colección de textos sobre literatura fantástica bajo el título Otros seres y otros mundos: Estudios en literatura fantástica.  En el 2013 ha publicado Introducción al estudio del diablo, una obra que pretende ser una visión general de la discusión actual sobre distintos temas demonológicos. En el 2016 ha publicado en formato de libro electrónico (Kindle) la novela "Planeta Homo", una historia encuadrada en la ciencia ficción LGBTI. En el 2017 aparece "Notas para una historia de la literatura fantástica colombiana (1997-2015)", un análisis de algunas obras y tendencias en la ciencia ficción, la literatura de terror y las ficciones verdaderas al interior de la literatura colombiana reciente. En el 2019 es el compilador de "Transhumanismo y cultura.Estudios en torno al mejoramiento humano", un libro que es una colección de ensayos de diferentes autores acerca de la irrupción del transhumanismo en el ámbito cultural. En 2022 aparece la novela gráfica "Gólgota", una obra de ciencia ficción donde Burgos escribe el guion y las ilustraciones son de Giovanni Castro y Alberto Rodríguez. En el 2025 aparece "Orlando Elefante y otros cuentos", una colección de 5 relatos que oscilan entre la ciencia ficción y la ficción especulativa, pero siempre dentro del género fantástico.

#### Dixon Moya
Nace en Bogotá en 1967. Es sociólogo de la Universidad Nacional de Colombia. Forma parte de los equipos editoriales de los sitios de ciencia ficción "Quinta Dimensión", "Sitio de Ciencia Ficción" y "Revista Cosmocápsula Archivado el 20 de diciembre de 2010 en Wayback Machine.".

### Otros autores
Luis Noriega (Iménez), Álvaro Vanegas (Virus) y Diego D. López (Los hombres que aterrorizaron al mundo, Calien y 9 monstruos fantásticos).
Otros autores colombianos de ciencia ficción y fantasía se mencionan en el artículo "Veinte años en la literatura fantástica colombiana:1990-2010" de Campo Ricardo Burgos López.
En 2017, bajo el sello de Planeta Lector, sale una nueva antología, compilación a cargo de Rodrigo Bastidas, la cual está dividida en dos tomos: Relojes que no marcan la misma hora y Cronómetros para el fin de los tiempos. Esta antología presenta los siguientes cuentos: "Eufóricos caminantes nocturnos" de Luis Carlos Barragán; "Su reflejo en la ventana" de Cristian Romero; "Simulador de vida orgánica" de Andrea Salgado Cardona; 
"El milagro de Barcelona" de Juan Diego Gómez; "Sangre correr" de Laura Rodríguez Leiva; "Rally llanero" de Luis Cermeño; "Sueño con lampreles" de Humberto Ballesteros; "25 kilos de sobra" de Carlos Ayala; "Huitaca" de Koryna C. González; "Un hueso de ratón en la madriguera" de Boris Alexander Greiff Tovar; 
"Discriminación genética" de Enrique Patiño; "Martín" de Diana Catalina Hernández; "Todo está allí" de Juan Ignacio Muñoz Zapata; "Y de pronto las estrellas" de J.J. Junieles; "En el vacío no hay eco" de Carlos Arturo Serrano; "Trees R" de Gabriela A. Arciniegas; "Etemenanki" de Camilo Ortega (a.k.a Hank T. Cohen); "Tempo" de Linda Castro Alfonso; "El Artista Electrónico, una tecnofábula con moraleja" de Daniel Monje Abril; "Los huesos de Darwin" de Miguel Ángel Manrique; "Navegación en los sueños: un estudio interdisciplinario" de Carolina Durán Negrete; La biblioteca al fin del mundo" de Andrés García Londoño.
En 2025, aparece el escritor cartagenero Eduar Yosniel Pájaro con obras como "Los cuentos del pájaro", sin embargo, ya había publicado historias de ciencia ficción en antologías como Solar Flare - OVNI con el cuento "Los expedientes secretos del Dr. Andrew" de la Editorial Solaris de Uruguay.

### Poesía
Algunos poemas escritos por René Rebetez en su volumen Los ojos de la Clepsidra (1967) son considerados los primeros poemas de ciencia ficción colombianos. Sin embargo, el primer libro de poemas de ciencia ficción sería Los Caminantes del Cielo (1999), de Antonio Mora Vélez. Tras la publicación de tres poemarios, este último autor puede considerarse como el primer poeta dedicado a la ciencia ficción.
Los poemas de Mora Vélez han sido catalogados por críticos como Otto Ricardo Torres como "poesía esotérica no confesional". El autor los denomina "poemas de ciencia ficción" y los clasifica en cuatro categorías: Poemas cósmicos (dedicados a astros y fenómenos naturales), míticos (dedicados a interpretar mitos clásicos en términos de visitas extraterrestres o civilizaciones avanzadas), antrópicos (dedicados a personajes de la ciencia, la carrera espacial o la filosofía) y apocalípticos.

## Cine
Existen casos de cine del género, en el que han participado creativos o que de algún modo se relacionan con el país, por ejemplo como escenografía de algunas películas de producción internacional con temática de ciencia ficción. El cine de ciencia ficción colombiano es escaso y tardío sin embargo se pueden apreciar algunos esfuerzos. 
“La langosta azul” es el primer Mediometraje de ciencia ficción propiamente colombiano, habla de langostas radioactivas y fue creado en Barranquilla por Álvaro Cepeda Samudio
 (1954)
"Contacto en Colombia", es una comedia mestiza en un contexto de ciencia ficción por Gustavo Nieto Roa (1979).
Contamination - Alien arriva sulla terra (Contaminación Alíen invade la tierra) (1980)  filme donde participaron USA, Italia, Alemania y Colombia, dirigido por Luigi Cozzi.
"Los Jaguares contra el Invasor Misterioso", "Karla contra los Jaguares" son dos películas mexicanas filmadas en escenarios colombianos por su bajo coste, sin embargo no participó equipo creativo colombiano en ninguna de estas dos películas.
Jairo Pinilla se erige como uno de sus primeros exponentes con películas como 27 horas con la muerte (1981).
Luego en 2001, se estrenaría Bogotá 2016, que reúne tres cortometrajes de ciencia ficción que se ambientan en Bogotá. Así mismo cortometrajes destacados a nivel internacional como Trikster, Alter Vu, El Último Hombre , entre otros forman parte de la filmoteca del género fantástico en Colombia.

En el 2008 se estrena Yo soy otro de Oscar Campo, toca el tema de la clonación tangencialmente como una escusa para criticar a una sociedad guerrerista y utilitaria: 
Yo soy Otro es una farsa del inconsciente, una mezcla de comedia negra, de Thriller y de historia fantástica. Pero es también un alegato por la democracia, en contra de la guerra y de la militarización de la sociedad.

## Televisión
La dama del pantano fue una telenovela colombiana emitida en dicho país realizada por Caracol Televisión para el Canal Caracol en el año 1998.
2091 es una serie de televisión colombiana de acciónsci-fi creada por Andrés Gelós para Fox Latinoamérica. La serie se estrenó el 18 de octubre de 2016 y consta de 12 episodios. La serie fue grabada totalmente en Colombia, en lugares como Bogotá, y el desierto de la Tatacoa en Neiva. Sinopsis:
Siete gamers de Nueva Manaos son reclutados por la Corporación Neodimio para llevar a cabo una partida extrema en la luna terraformada de Calisto. A bordo de la Colonus, que es una nave espacial, una consola de juego, madre y padre a la vez, compiten entre sí por la gloria y un lugar de privilegio en el bienestar de Ciudad Destino. Sin embargo, todo cambia cuando Ferrán (Manolo Cardona), el jugador más veterano, descubre la verdad siniestra que el juego esconde.
Gravedad 1 es una serie animada que se empezó a emitir en Señal Colombia desde el 2018, se puede considerar la primera serie de ciencia ficción animada colombiana, su argumento empieza en el siguiente contexto: "La lucha contra la rebelión, liderada por la Armada del Gobierno Andino, fue tratada con excesiva violencia y producto de los excesos bélicos, el enfrentamiento con los trabajadores lunares en revuelta dio como resultado la destrucción de la luna".

## Cómic
La historieta "Los Marcianitos" de Efraín Monroy se publica en 1982 en la revista Los Monos del periódico El Espectador. Es una historieta en tono de humor sobre dos extraterrestres que llegan a la Tierra.
En abril de 2003 empieza a publicarse el cómic El Drake de Pablo Guerra, Camilo Sánchez y Rohenes en la Revista Shock. Se trata de una historia de aventuras y humor protagonizada por Gigi y Mag. El nombre de la serie proviene de la nave con la que recorren el espacio.
2012 Aparece el webcomic Alkinua, sobre un extraño ser que despierta en Pluton y que con su mente construye un pequeño planeta en el que se embarca por la galaxia en un extraño viaje
En 2013 se empieza a publicar por entregas la novela gráfica de ciencia ficción Dos Aldos de Pablo Guerra y Henry Díaz. En esta historieta se narra la historia de Julia y su novio Aldo, dos científicos que forman parte de un experimento con extraterrestres que producen réplicas de seres humanos.
Gravedad 1 tiene también una precuela que desvela parte del subtexto que existe en la animación, en forma de un cómic(2018) creado por Andrés Rojas, Henry Gonzáles y Carlos Smith
"El Último Día" es un cómic sobre zombis en Bogotá del diseñador Re´em Camargo (2019)
"Heroes Latinos" es una editorial de cómics enfocada en los superhéroes inspirados en diferentes mitologías de Latinoamérica, con las que se ha constituido un sólido universo interrelacionado.
En 2022 aparece "Gólgota", novela gráfica de ciencia ficción que gira alrededor de la figura de Jesús de Nazaret, el guion es de Campo Ricardo Burgos López y los dibujos de Giovanni Castro y Alberto Rodríguez.

## Obras
- ARANGO CANO, Jesús (1976), Mi gran aventura cósmica, Armenia: Editorial Quingráficas
- ARDILA, Rubén (1979), Walden tres, Barcelona: Ediciones CEAC
- AUTORES VARIOS (Price, M.A., Aguilera, M.T., Mejía, O., Burgos, C.R., Castillo, E.C., Delgado, H.) (1998), Cuentos de ciencia ficción, Bogotá: IDCT
- AUTORES VARIOS (Ant: Rebetez, René) (2000), Contemporáneos del Porvenir,
- AUTORES VARIOS (Ant: Burgos, Campo Ricardo) (2007), Antología del Cuento Fantástico Colombiano, Bogotá: Fondo Edi~torial Universidad Sergio Arboleda
- AUTORES VARIOS (Ant: Bastidas, Rodrigo) (2017) Relojes que no marcan la misma hora. Antología de Ciencia Ficción Colombiana. Tomo I, Bogotá: Editorial Planeta.
- AUTORES VARIOS (Ant: Bastidas, Rodrigo) (2017) Cronómetros para el fin de los tiempos. Antología de Ciencia Ficción Colombiana. Tomo II, Bogotá: Editorial Planeta.
- BARRAGÁN, Luis Carlos (2011) Vagabunda Bogotá, Medellín. X Premio Nacional de Novela de la Cámara de Comercio de Medellín: editado por la Cámara.
- BARRAGÁN, Luis Carlos (2018) El Gusano, Bogotá: Editorial Vestigio. Accésit del premio Isaac Asimov del ateneo de Puerto Real, España.
- BARRAGÁN, Luis Carlos (2021) Parásitos perfectos, Bogotá: Editorial Vestigio.
- BARRAGÁN, Luis Carlos (2021) Tierra Contrafuturo, Bogotá: Editorial Minotauro.
- BURGOS, Campo Ricardo (2003), José Antonio Ramírez y un zapato, Bogotá: Editorial La Serpiente Emplumada.
- BURGOS, Campo Ricardo (2009), Pintarle bigote a La Mona Lisa: Las ucronías, Bogotá: Fondo Editorial Universidad Sergio Arboleda.
- BURGOS, Campo Ricardo (2010), El clon de Borges, Bogotá: Edición de autor.
- BURGOS, Campo Ricardo (2011), El clon de Borges, Granada: Grupo editorial AJEC (edición digital).
- BURGOS, Campo Ricardo (2012), Otros seres y otros mundos: Estudios en literatura fantástica, Bogotá: Fondo Editorial Universidad Sergio Arboleda.
- BURGOS, Campo Ricardo (2016), Planeta Homo, Bogotá: autoreseditores.com
- BURGOS, Campo Ricardo (2019), Transhumanismo y cultura (compilador), Bogotá: Fondo Editorial Universidad Sergio Arboleda.
- BURGOS, Campo Ricardo (2023), El clon de Borges, Maracaibo: Sultana del Lago Editores (Edición Kindle).
- UNIVERSIDAD DE ANTIOQUIA (2013), Especial sci-fi Colombia. En Revista Universidad de Antioquia, vol. 313, enero-marzo de 2013, Medellín.
- EN ORBITA (2013), Una Colombia de ciencia ficción. Documental.
- ESPINOSA, Germán (1965), La noche de la trapa, Bogotá: Litografía Colombia
- FUENMAYOR, José Félix (1928), Una triste aventura de catorce sabios, Barranquilla: Editorial Mundial
- GAVIRIA CORONADO, Alberto (1974), Brujos cósmicos, Medellín: Editorial Lealon
- HENRIQUEZ, Rafael (1990), Los dioses descienden al amanecer, Bogotá: Editorial Plaza y Janés
- LÓPEZ MERA, Diego Darío (2009), Calien, Cali: Institución Universitaria Antonio José Camacho
- LÓPEZ MERA, Diego Darío (2010), Ciudad Cheveronga, Cali: Institución Universitaria Antonio José Camacho
- LÓPEZ MERA, Diego Darío (2007), Los Hombres que aterrorizaron al Mundo, Cali: Institución Universitaria Antonio José Camacho
- LÓPEZ MERA, Diego Darío (2016), Los Hombres que aterrorizaron al Mundo. Segunda Edición. Cali: Estímulos Cali 2016.
- MEJÍA RIVERA, Orlando (2012), Cronistas del futuro. Ensayos sobre escritores de ciencia ficción, Medellín, Editorial Universidad de Antioquia.
- MORA VELEZ, Antonio (1979), Glitza, Bogotá: Ediciones Alcaraván
- MORA VELEZ, Antonio (1982), El juicio de los dioses, Montería: Ediciones El Túnel - Casa de la Cultura
- MORA VELEZ, Antonio (1986), Lorna es una mujer, Bogotá: Centro Colombo Americano
- MORA VELEZ, Antonio (1996), Ciencia Ficción: El Humanismo de Hoy, Sincelejo: CECAR
- MORA VELEZ, Antonio (1999), Los Caminantes del Cielo, Sincelejo: CECAR
- MORA VELEZ, Antonio (2001), El Fuego de los Dioses, Sincelejo: CECAR
- MORA VELEZ, Antonio (2023), Lo mejor y lo nuevo de la ciencia ficción colombiana. Revista Institucional CECAR, Año 33, # 34.
- NORIEGA, Luis (2011) Iménez, Premio UPC de Ciencia Ficción 1999. Bogotá: Taller Roca.
- OSORIO LIZARAZO, José Antonio (1932), Barranquilla 2132, Barranquilla: Tipografía Delgado
- SLIGER, V.M.F. (1936), Viajes interplanetarios en zeppelines que tendrán lugar el año 2009, Bogotá: Editorial Centro
- REBETEZ, René (1967), La Nueva Prehistoria y otros cuentos, México: Editorial Diana
- REBETEZ, René (1996), Ellos lo llaman amanecer y otros relatos, Bogotá: Tercer Mundo Editores
- REBETEZ, René (1997), La Odisea de la Luz
- RESTREPO CUARTAS, Jaime (1995), El cero absoluto, Medellín: Fundación Arte y Ciencia
- VARGAS RAMÍREZ, Daniel (2013), Las Colombias de las alcantarillas -La ciencia ficción. Documental.
- WILCHES-CHAUX, Gustavo (2004), El universo amarrado a la pata de una cama